# Non t'arrabiare
Versión italiana del Ludo, similar al Mensch argëre dich nicht.

## Mecánica del juego
Se juega con dos dados y las reglas son muy similares al Ludo. Es para entre dos y cuatro jugadores con hasta cuatro fichas. El objetivo es llevar todas las fichas hasta el final antes que los otros jugadores. Los dados marcan el avance de las fichas y si pueden salir de la cárcel, lugar inicial de estas. Ver Ludo para mayor información.
El juego varía por países dependiendo de si se juega con un dado o dos, de si se pueden efectuar bloqueos y el número que hay que sacar para la presada o par.

## Juegos relacionados
- Chaupar y Pachisi
- Ludo y parchís
- Mensch argëre dich nicht
- Petits Chevaux
- Parqués